# Zawita
Zawita (kurdiska Zawîte, زاویته, arabiska زاویته) är en liten stad i provinsen Dahuk i norra Irak. Zawita är beläget 16 kilometer öster om staden Dahuk.